# Balfluig Castle

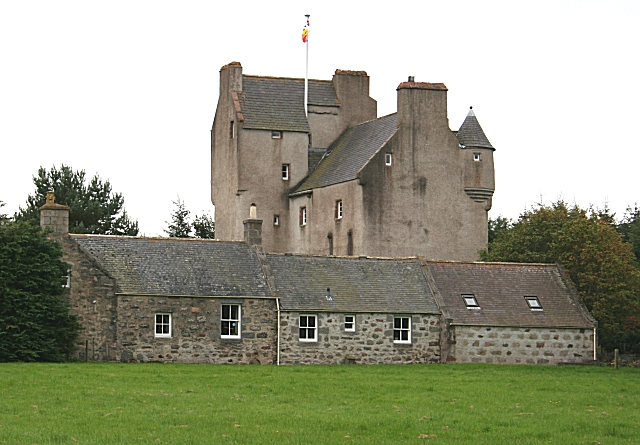
Balfuig Castle 2007

Balfluig Castle ist ein Wohnturm in Alford in der schottischen Council Area Aberdeenshire. Das Gebäude mit L-förmigem Grundriss stammt aus der Mitte des 16. Jahrhunderts. Der Turm ist im gesamten Ort deutlich sichtbar. Er kann nach Absprache besichtigt werden.

## Geschichte
Die ersten Besitzer von Balfluig Castle war ein Zweig des Clan Forbes. Die Schlusssteine am Eingang zeigen das Baujahr 1556. In der Schlacht von Alford 1645 wurde die Burg niedergebrannt. 1753 kauften die Farquharsons aus Haughton das Anwesen. Später diente der Wohnturm als Bauernhaus. In den 1960er-Jahren war er verfallen, aber der neue Eigentümer, Mark Tennant, ließ ihn restaurieren; es war eines der ersten festen Häuser, das mithilfe des schottischen Historic Building Councils gerettet wurde, insbesondere durch die Vermittlung von W. Douglas Simpson.
Das Baujahr des Wohnturms ist bemerkenswert, weil es in dieser Zeit in Schottland wenig private Bautätigkeit gab.

## Architektur
Der Grundriss des Wohnturms ist sehr ungewöhnlich. Der Hauptblock hat drei Vollgeschosse und ein Dachgeschoss. Der angebaute Flügel, ein Stockwerk höher und mit einem aufgesetzten Wachturm versehen, ragt so östlich am Hauptblock hervor, dass sich zwei Innenwinkel ergeben. Ein halbrunder Treppenturm erhebt sich im südwestlichen Innenwinkel. Die Ecken sind unterhalb des Daches spitz ausgeführt, in den darunter liegenden Geschossen dagegen gerundet. Die Mauern haben viele Schießscharten. Am Südgiebel befindet sich ein massiver Kaminzug. Ein Hof führt zum Eingang, ein bogenbewehrter Durchgang, geschützt durch Schießscharten, der sich Hauptinnenwinkel befindet.
Im Erdgeschoss des Hauptblocks gibt es zwei Gewölberäume, die Küche und den Weinkeller. Eine private Treppe führt in den Rittersaal im darüber liegenden Geschoss mit einem angebauten, gewölbten Salon. Im Erdgeschoss des Seitenflügels liegt ein gewölbter Wachraum mit einem kleinen Gefängnis unterhalb der Treppe. Der Wohnturm besteht aus grobem Felsbruch; die Verkleidungen sind teilweise aus Sandstein, teilweise aus Granit. Das offene Holzdach stammt vermutlich aus der Zeit der Restaurierung der Burg nach der Schlacht von Alford.
Historic Scotland hat Balfluig Castle als historisches Bauwerk der Kategorie A gelistet.

## Sagen
Die Sage berichtet von einem weiteren festen Haus in der Nähe. Die rivalisierenden Herren der beiden Burgen sollen von den jeweiligen Wachräumen aufeinander geschossen haben. Nachdem einer schließlich den anderen erschossen hatte, wurde der Überlebende von Reue erfasst.